# Marhasi

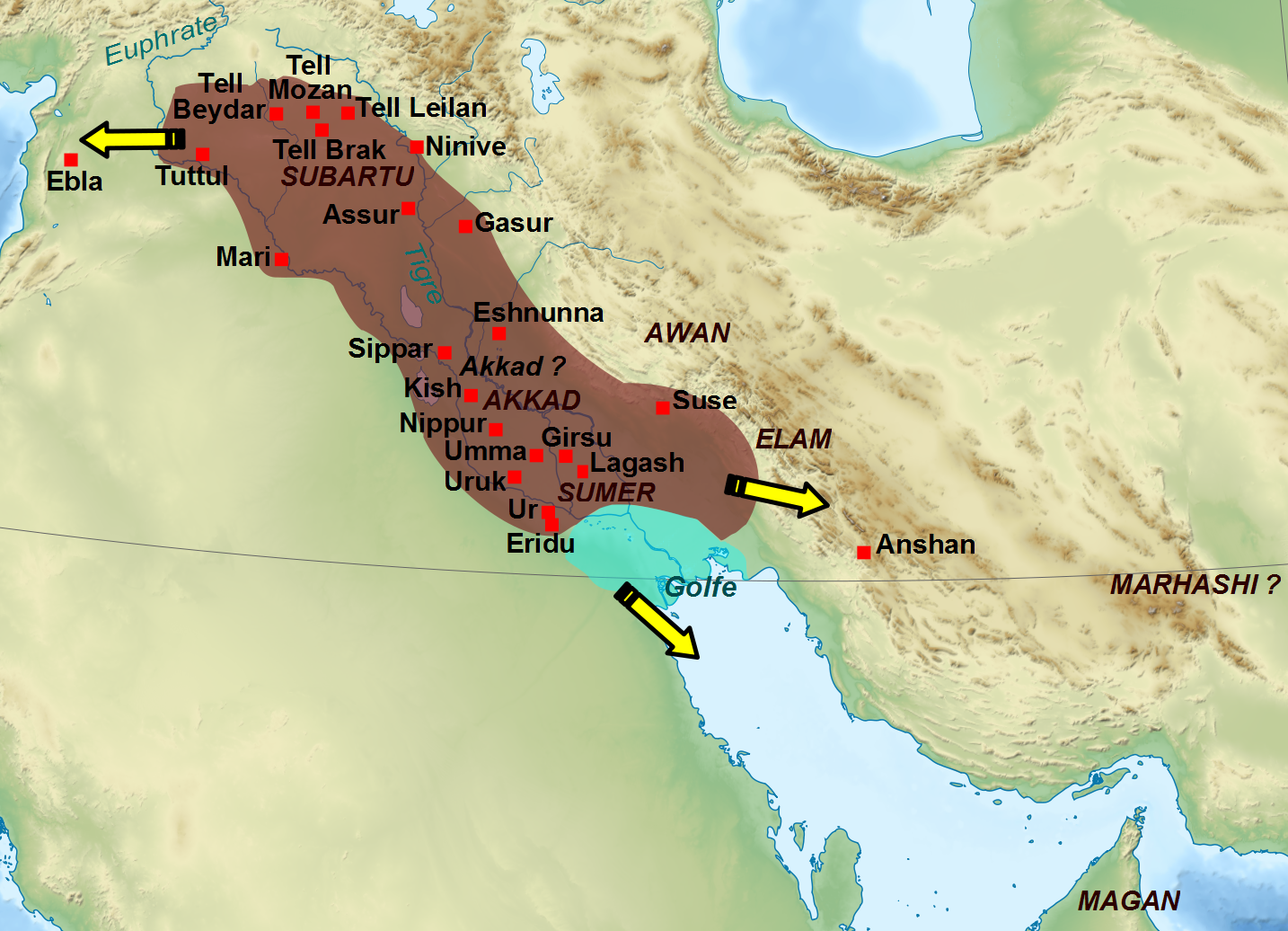
Möjlig plats för Marhasi öster om det Akkadiska imperiet.

Marhaši (Mar-ḫa-šiKI 𒈥𒄩𒅆𒆠, Marhashi, Marhasi, Parhasi, Barhasi; och i vissa tidiga källor Waraḫše) var under 2000-talet f.Kr. en stadsstat som låg öster om Elam på den iranska högplatån. Marhasi är känd från mesopotamiska källor men dess exakta plats har ej identifierats. Vissa forskare har sammankopplat Marhasi med Jiroft-kulturen. Francfort och Tremblat har baserat på akkadiska texter och arkeologiska fynd förslagit att riket Marhashi och forna Magriana är ett och samma. Magriana var ett baktriskt rike vid floden Oxus och låg i vad som idag är norra Afghanistan, östra Turkmenistan, södra Uzbekistan och västra Tadzjikistan. Inga källor från riket har hittats och endast mesopotamiska och elamitiska källor nämner riket.
I texter som påstås vara kopior av texter skrivna av Lugal-Anne-Mundu av Adab nämns Marhasi som en av provinserna i hans rike. Marhasi beskrivs där ligga mellan Elam och Gutium och dess guvernör Migir-Enlil skall ha lett en koalition av 13 guvernörer i uppror mot Lugal-Anne-Mundu. Upproret misslyckades dock och guvernörerna besegrades.
Awankungarna av Elam skall ha stridigt mot sumererna när de försökte erövra handeln i ett kungadöme vid namn Warakshe. Warakshe beskrivs ligga nära Elam i öst på vad som idag kallas den iranska platån och tros vara Marhasi. Sargon av Akkad skall ha erövrat Warakshe. Under Sargons son Rimush tid som härskare skall Warakshe ha gjort uppror mot akkaderna under kung Abalgamash och hans general Sidgau, upproret krossades dock. Under Namar-Sins tid skall kung Hishep-ratep av Awan slutit en allians med Warakshe och anfallit akkaderna i ett försök att befria området. Försöket misslyckades och Namar-sin gick segrande ur konflikten.
Kung Shulgi av Ur skall ha gift bort sin dotter Nialimmidashu med kung Libanukshabash av Marhasi under sitt 18:e år på tronen i ett försök att forma en allians mellan de två rikena. Alliansen verkar dock ha blivit kortlivad då Shulgis efterträdare Amar-sin enligt texter skall ha genomfört en militär kampanj mot Marhasi under dess nye kung Arwilukpi.
Slutligen omnämns Marhasi i en text om kung Hammurabi av Babylons 30:e år på tronen. Där står "År för Hammurabi kung, den mäktige, Marduks älskade, fördrev med de stora gudarnas överlägsna makt Elams armé som samlats från gränsen vid Marhasi, Subartu, Gutium, Tupliash och Malgium och som kommit i stora mängder, besegrades i en enda kampanj, han (Hammurabi) har säkrat grunderna för Sumer och Akkad"